# Connarus cochinchinensis
Connarus cochinchinensis är en tvåhjärtbladig växtart som först beskrevs av Henri Ernest Baillon, och fick sitt nu gällande namn av Jean Baptiste Louis Pierre. Connarus cochinchinensis ingår i släktet Connarus och familjen Connaraceae. Inga underarter finns listade i Catalogue of Life.